# Playa de La Vallina
La playa de La Vallina, también llamada como «El Gallo»  está situada en el concejo asturiano de Cudillero y pertenece a la localidad española de Valdredo. Forma parte de la Costa Occidental de Asturias y está catalogada como Paisaje protegido, ZEPA y LIC.

## Descripción
Esta larguísima playa está rodeada por un entorno virgen y el acceso directo es imposible. Sin embargo, el acceso a pie y a través de las playas vecinas en su zona oriental es bastante fácil después de recorrer un camino de unos tres kilómetros. Su entorno es rural, de peligrosidad baja así como su grado de ocupación. Por ello es casi visitada solo por pescadores.
Para llegar a ella hay que localizar el núcleo urbano de Valdredo. Desde allí hay que dirigirse a la vecina Playa de Peña Doria y solo durante la  bajamar. El otro acceso es desde la  Playa de Los Campizales. La Playa de La Vallina está limitada al este por la Playa de Cueva y al oeste por la «Punta del Esquilón»